# Comstar 1
O Comstar 1, também conhecido por Comstar 1A (D1), foi um satélite de comunicação geoestacionário estadunidense construído pela Hughes. Ele esteve localizado na posição orbital de 128 graus de longitude oeste e foi operado pela COMSAT. O satélite foi baseado na plataforma HS-351 e sua expectativa de vida útil era de 7 anos. O mesmo saiu de serviço no final do ano de 1984.

## Lançamento
O satélite foi lançado com sucesso ao espaço no dia em 13 de maio de 1976, por meio de um veículo Atlas-Centaur a partir da Estação da Força Aérea de Cabo Canaveral, na Flórida, EUA. Ele tinha uma massa de lançamento de 1516 kg.